# Trunovskij rajon
Il Trunovskij rajon, in russo Труновский район?, è un rajon del Kraj di Stavropol', nel Caucaso.